# Azorella patagonica
Azorella patagonica là một loài thực vật có hoa trong họ Hoa tán. Loài này được Speg. mô tả khoa học đầu tiên năm 1902.